# Fléchy
Fléchy és un municipi francès, situat al departament de l'Oise i a la regió dels Alts de França. L'any 2007 tenia 92 habitants.

## Demografia

### Població
El 2007 la població de fet de Fléchy era de 92 persones. Hi havia 35 famílies de les quals 8 eren unipersonals (8 homes vivint sols), 8 parelles sense fills i 19 parelles amb fills.
La població ha evolucionat segons el següent gràfic:
Habitants censats

### Habitatges
El 2007 hi havia 49 habitatges, 34 eren l'habitatge principal de la família, 5 eren segones residències i 10 estaven desocupats. Tots els 49 habitatges eren cases. Dels 34 habitatges principals, 25 estaven ocupats pels seus propietaris, 6 estaven llogats i ocupats pels llogaters i 3 estaven cedits a títol gratuït; 3 tenien dues cambres, 8 en tenien tres, 8 en tenien quatre i 15 en tenien cinc o més. 28 habitatges disposaven pel capbaix d'una plaça de pàrquing. A 16 habitatges hi havia un automòbil i a 16 n'hi havia dos o més.

### Piràmide de població
La piràmide de població per edats i sexe el 2009 era:
| Homes | Edats   | Dones |
| ----- | ------- | ----- |
| 0     | 95 o +  | 0     |
| 0     | 90 a 94 | 0     |
| 0     | 85 a 89 | 0     |
| 0     | 80 a 84 | 0     |
| 0     | 75 a 79 | 4     |
| 0     | 70 a 74 | 4     |
| 4     | 65 a 69 | 4     |
| 4     | 60 a 64 | 0     |
| 4     | 55 a 59 | 4     |
| 0     | 50 a 54 | 0     |
| 4     | 45 a 49 | 4     |
| 0     | 40 a 44 | 4     |
| 4     | 35 a 39 | 0     |
| 12    | 30 a 34 | 4     |
| 4     | 25 a 29 | 4     |
| 0     | 20 a 24 | 4     |
| 4     | 15 a 19 | 0     |
| 4     | 10 a 14 | 8     |
| 4     | 5 a 9   | 0     |
| 0     | 0 a 4   | 4     |

## Economia
El 2007 la població en edat de treballar era de 53 persones, 39 eren actives i 14 eren inactives. De les 39 persones actives 35 estaven ocupades (23 homes i 12 dones) i 4 estaven aturades (1 home i 3 dones). De les 14 persones inactives 6 estaven jubilades, 4 estaven estudiant i 4 estaven classificades com a «altres inactius».
Activitats econòmiques
L'únic establiment que hi havia el 2007 era d'una empresa de construcció.
L'únic servei als particulars que hi havia el 2009 era un guixaire pintor.
L'any 2000 a Fléchy hi havia 7 explotacions agrícoles que ocupaven un total de 392 hectàrees.

## Poblacions més properes
El següent diagrama mostra les poblacions més properes.